# 高潞·以用·巴魕剌
高潞·以用·巴魕剌（1977年4月9日—），花蓮縣光復鄉太巴塱部落出身的阿美族政治人物，阿美族金曲獎歌后以莉·高露是其表姊。2014年曾以無黨籍參選花蓮縣議員，但落選；後因當選人涉賄而遞補當選，但於2018年初放棄遞補資格。2016年當選時代力量不分區立委，並任時代力量立法院黨團首任副總召集人，但2019年9月任期屆滿前4個月餘遭開除黨籍而解除職務；同年11月代表台灣維新投入2020年中華民國立法委員選舉平地原住民選舉區，但最終落選，未能重回立法院，隨著台灣維新在2024年3月2日解散，高潞亦成為無黨籍。

## 經歷

### 原住民社團
- Pangcah阿美族守護聯盟發起人。
- 臺灣原住民族政策協會理事。
- 小米穗原住民族文化基金會董事兼執行長。

### 新聞工作
- 原住民族電視台《原住民新聞雜誌》記者及主持人。
- 原住民族電視台《LiMA新聞世界》記者及主持人。
- 作品〈vuvu的最後一片土〉獲得2012WITBN原住民新聞獎最佳影片、卓越新聞獎入圍。
- 原住民族文化事業基金會雲豹新聞獎專題報導佳作。
- 臺北市政府勞動局2014勞動金像獎優選作品《坑夫》採訪及撰稿[5]。

### 從政
2015年11月20日，高潞獲時代力量提名參選2016年中華民國立法委員選舉，高潞名列全國不分區立法委員第一名。2016年1月16日，時代力量政黨票以得票數73萬1461票、得票率6.1%獲得2席全國不分區立法委員分配席次，時代力量不分區排序第一、第二名的高潞·以用·巴魕剌、徐永明順利當選。
2016年2月24日，針對電影《大尾鱸鰻2》被網友投書指控內容涉及歧視臺灣原住民一事，導演邱瓈寬再度道歉，並痛批民主進步黨立法委員陳瑩在記者會上播放《大尾鱸鰻2》盜版片。2016年2月25日，高潞批評，邱瓈寬此舉是轉移焦點，既然邱瓈寬也贊同反歧視的精神，邱瓈寬就應該把焦點放在容易被侵害的族群上。
2016年6月22日，高潞在立法院司法及法制委員會批評，本日會議只審查民主進步黨版《促進轉型正義條例草案》，可見本年民進黨完全執政以後就把原住民族拋在腦後；轉型正義不是只有1947年以後，轉型正義不該有選擇性，原住民族青年陣線一名阿美族青年寄給她的明信片寫著「轉型正義避談原住民族，就只是殖民政府在打手槍而已，還想告訴全世界『我手槍打很好』」。擔任立法院司法及法制委員會召集委員的民主進步黨立法委員段宜康暗批，高潞跟著中國國民黨立法院黨團起舞，「除了讓國民黨達到拖延立法的目的，又得到什麼」；高潞回批，她是跟其他原住民立法委員站在一起捍衛原住民族立場，請民進黨的立法委員與支持者停止這種標籤化的幼稚行為。
2016年10月27日，時代力量立法院黨團召開「民進黨還記得國會改革的承諾嗎？」記者會，高潞抨擊民主進步黨粗暴推動《勞動基準法》一例一休草案已經違背對人民的承諾、背叛人民的期待，暗批同樣是民主進步黨立法委員的陳瑩與吳玉琴「國會改革需要很多年才能做到，但毀掉這樣的信念只需要一分鐘、只需要四個字叫『不予處理』」，呼籲民進黨讓議案回到立法院各委員會進行實質審查。
2018年1月8日，花蓮縣議員楊德金因涉嫌詐領助理費於該日解職，而與楊德金同選區的高潞隨即被通知遞補當選花蓮縣議員，成為立法委員因遞補而「當選」地方議員的首例。但高潞未前往花蓮縣議會就職，喪失議員資格。
2019年8月8日，時代力量紀律委員會決議將高潞除名，裁決理由書已於當日完成。9月3日，時代力量仲裁委員會決議維持紀律委員會裁決，高潞確定因其國會助理涉違反利益迴避原則一案遭開除黨籍，4日因失去黨籍而喪失立委資格，席次缺額在一周後由排名第三的鄭秀玲遞補。
2019年11月21日，高潞在台灣維新召集人蘇煥智的陪同下，宣布加入台灣維新並到台北市選舉委員會登記參選2020平地原住民立委選舉，後未當選。
2024年3月2日，台灣維新解散，高潞現為無黨籍。

## 選舉紀錄
| 年度 | 選舉屆數               | 選舉區                                 | 所屬政黨 | 得票數  | 得票率 | 當選標記 | 備註            |
| ---- | ---------------------- | -------------------------------------- | -------- | ------- | ------ | -------- | --------------- |
| 2014 | 第十八屆花蓮縣議員選舉 | 花蓮縣第六選舉區                       | 無黨籍   | 2,230   | 23.63% |          | 遞補當選 未就職 |
| 2016 | 第九屆立法委員選舉     | 全國不分區及僑居國外國民立法委員選舉區 | 時代力量 | 744,315 | 6.10%  |          |                 |
| 2020 | 第十屆立法委員選舉     | 平地原住民選舉區                       | 台灣維新 | 5,020   | 4.12%  |          |                 |

## 外部連結
- 高潞·以用·巴魕剌的Facebook專頁

| 政党职务 | 政党职务                                             | 政党职务      |
| -------- | ---------------------------------------------------- | ------------- |
| 時代力量 |                                                      |               |
| 新頭銜   | 時代力量立法院黨團副總召集人 2016年2月1日－2019年8月 | 繼任： 鄭秀玲 |